# Unión Regional Andaluza
Unión Regional Andaluza (URA) fou un partit polític de centredreta fundat el 10 de març de 1977 amb àmbit d'actuació a Andalusia, Ceuta i Melilla, liderat per Luis Jandenes García de Sola i Luis Cervera-Álvarez Osorio. Proposaven l'establiment d'un sistema polític democrátio, basat en la sobirania popular i en la monarquia com a forma d'Estat, i el ple reconeixement dels drets humans, assenyala com a objectius a arribar a, en l'àmbit territorial, la fixació dels recursos financers propis de la regió.
A les eleccions generals espanyoles de 1977 només va obtenir 21.350 vots i cap representació. Poc després es va integrar en la secció andalusa de la Dreta Democràtica Espanyola.